# Elizabeth de Portzamparc
Elizabeth de Portzamparc (née Elizabeth Jardim Neves à Rio de Janeiro) est une architecte franco-brésilienne.

## Biographie
Née à Rio de Janeiro, son père, originaire de Belo Horizonte et passionné d’architecture, l’emmène à Pampulha et lui parle du « génie d’Oscar Niemeyer ». Elle fait ses études aux Collèges et Lycées Sacré Cœur de Jésus, Santa Ursula, Brasileiro de Almeida, puis passe le concours « vestibular » d'entrée à la faculté d’Économie et Sociologie à PUC de Rio (Université Pontificale Catholique), qu'elle abandonne vite, devant quitter le Brésil.
Plus tard, en France, parallèlement à ses études d’anthropologie, de sociologie urbaine (Paris V) et d’aménagement régional (IEDES-PARIS 1), elle se dédie pendant quelques années exclusivement aux sujets urbains : villes nouvelles, Iaurif, et surtout à la direction de l’Atelier d’Urbanisme d’Antony. En 1980 elle est admise par concours à la liste d’aptitude à l’enseignement dans les écoles d’Architecture et enseigne à l’École nationale supérieure d'architecture de Paris-Val de Seine (UP9) entre 1984 et 1988. En 1986, elle ouvre et dirige la Galerie Mostra à Paris. Elle s’entoure d'artistes, de designers et d’architectes tels que Jean Nouvel, Rem Koolhaas, Christian de Portzamparc, François Rouan, Pierre Buraglio, Arata Isozaki, Bernar Venet et Peter Klasen. 
Elle crée en 1985 le bureau-coiffeuse « 24 heures », exposé au Salon des artistes décorateurs puis à la Fondation Cartier en 1988 lors de l’exposition MDF, des créateurs pour un matériau. Il fait l’objet d’une acquisition par le Fonds national d'art contemporain. En 1987 elle crée sa propre agence d’architecture,,. Elle est l'épouse de l'architecte Christian de Portzamparc.

## Sujets d'études et de recherche

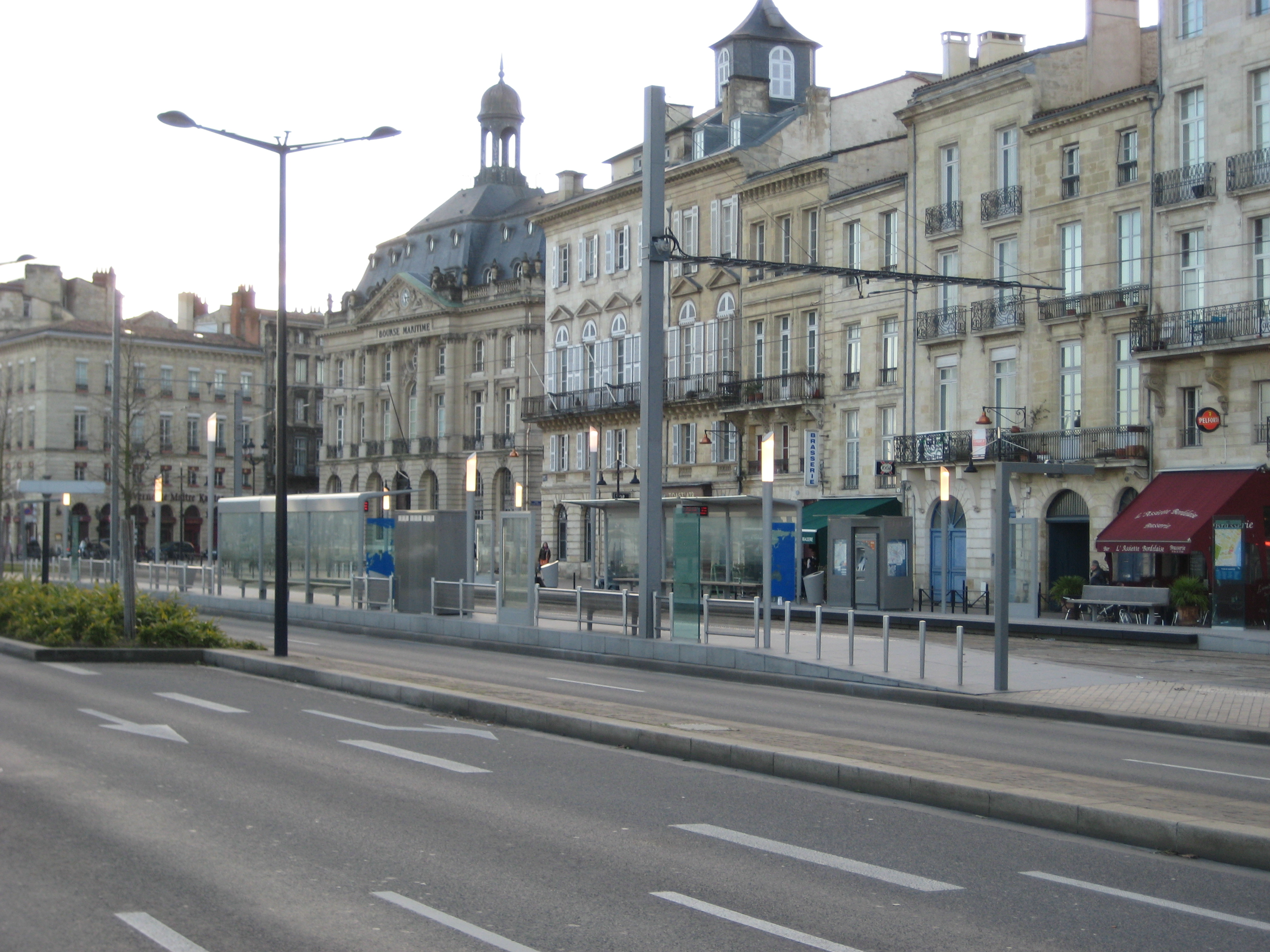
Station type Elizabeth de Portzamparc (CAPC - Ligne B).

En 1998, en prévision de l'ouverture du réseau de tramways de Bordeaux, l'architecte Elizabeth de Portzamparc est sélectionnée pour créer le design du mobilier urbain des stations, comprenant les éléments suivants : bancs, abris, mâts signalétiques et lumineux, potelets, barrières, poubelles, grilles d'arbres, appuis-vélos,,.

### Architecture
- Musée de la Romanité de Nîmes, France : architecture et muséographie - Concours, projet lauréat (2012-2017)[8],[9],[10]
- Ensemble de logements à Versailles-Chantiers, France : construction de bâtiments d'habitation - Commande (2012- en cours d'étude)
- Tour de la Noue : bâtiment IGH d’habitation mixte à Bagnolet, France
- Tour hôtel 4 étoiles : bâtiment mixte hôtel / logements, Casablanca, Maroc (2009-)
- Centre culturel français de Florianópolis (théâtre, médiathèque, restaurant) pour l'Alliance française, Brésil - Concours, projet lauréat (2009-)
- Bassins à Flot : bâtiments de logements en accession et sociaux (avec commerces, parkings - 10 000 m²) à Bordeaux, France (2009-2016)
- Parc des expositions Riocentro, Brésil - Concours, Projet lauréat (2007-2014)

### Urbanisme
- Projet de création d’un éco-quartier à Châtenay-Malabry, France – Concours (2013-)
- Nouveau centre-ville de Massy, France : construction de bâtiments d’habitation mixtes - Concours, projet lauréat (2011-2017)[11]
- Tramway de Bordeaux : 145 stations et leur mobilier urbain - Concours, projet lauréat (1997-2013)

### Aménagement régional et du littoral
- EuroCalais, France – aménagement du littoral entre Calais et Wissant : restructuration de la base nautique et du canal en liaison avec Calais ; extension de l’étang Saint Roch ; logements et équipements divers – (2011)
- Dolphin’s resort, Natal, Brésil – conception du plan masse d’un eco- resort ; conception et réalisation d’un pont mobile sur le fleuve Santo Alberto – Commande (2009)

### Muséographie
- Musée de la Romanité de Nîmes, France – Concours, projet lauréat (2012-2017)
- Musée de Bretagne, Rennes, France – Concours, projet lauréat (1995-2006)
- Musée Nelson Atkins, Kansas City, USA- 2002
- Musée National de Corée, Séoul - concours-projet lauréat - (1992- abandonné)

### Architecture intérieure
- Siège de la Banque Fédérale des Banques Populaires, Paris, France – Concours, projet lauréat (2003)
- Siège du Journal Le Monde, Paris, France – Commande (2003)
- Restaurant Les Grandes Marches, Paris, France –  Commande (2000)
- Siège de Canal+, Issy-les-Moulineaux, France – Commande (1998)
- Ambassade de France à Berlin, Allemagne – Concours, projet lauréat (1996)
- Café de la Musique, Paris, France – Commande (1994)

### Recherche opérationnelle (en 4 phases)
- Revolution Precrafted Home : projet Home Pavilion, habitations préfabriquées par des architectes, designers et artistes de renom (2015)
- Exposition Casa Cidade Mundo à Rio de Janeiro, Brésil : croquis de concept de maisons préfabriquées respectueuses de la nature et de l’identité des villes (2015)
- Étude d’habitations préfabriquées pour le Grand Paris (2012/2013)
- Projet d’habitations préfabriquées pour l’État de Santa Catarina, Brésil (2009)

## Distinctions
- 2016 - Le Musée de la Romanité de Nîmes remporte le prix « Future Heritage Award » à Dubrovnik, Croatie [12]
- 2014 - Médaille du Sénat français pour son travail
- 2012 - Membre du Conseil Scientifique de l’Atelier International du Grand Paris
- 2005 - « Mipim design award » pour la réhabilitation du siège du Journal Le Monde, Cannes
- 2002 - « Lighting Design Award » pour le luminaire urbain HESTIA, Londres
- 2002 - Prix International catégorie « Hôtellerie » pour la Brasserie « Les Grandes Marches », Contract World Award, Hanovre
- 1999 - Prix International de Design et d’Architecture Intérieure, Fondation Candido Mendes, remise par Sergio Bernardes, Rio de Janeiro